# Twin Buttes Archeological District
 (juillet 2020).
Le Twin Buttes Archeological District est un district historique du comté d'Apache, dans l'Arizona, aux États-Unis. Protégé au sein du parc national de Petrified Forest, il est lui-même inscrit au Registre national des lieux historiques depuis le 12 juillet 1976.